# Maurice Ford
Maurice Ford (sinh ngày 6 tháng 9 năm 1996) là một cầu thủ bóng đá người Trinidad và Tobago thi đấu cho W Connection, ở vị trí hậu vệ.

## Sự nghiệp
Anh từng thi đấu bóng đá cho W Connection.
Anh ra mắt quốc tế cho Trinidad và Tobago năm 2016.